# کالین ویتچ
کالین ویتچ (به انگلیسی: Colin Veitch) بازیکن فوتبال زادهٔ ۲۲ مه ۱۸۸۱ اهل کشور انگلستان بود که سابقهٔ بازی در تیم ملی فوتبال انگلستان را در کارنامهٔ خود دارد. وی در تاریخ ۱۷ فوریه ۱۹۰۶ نخستین بازی ملی خود را در مقابل تیم ملی فوتبال ایرلند انجام داد و با حضور در ۶ بازی ملی، در تاریخ ۱۵ مارس ۱۹۰۹ واپسین بازی ملی‌اش را در برابر تیم ملی فوتبال ولز برگزار کرد.